# Мілавіца
Мілавіца (Milavitsa, біл. Мілавіца) — компанія з виробництва і продажу жіночої спідньої білизни. Знаходиться в Мінську (Білорусь).

## Історія компанії

### 1908-1915 рр. Фабрика братів Турньє
Галантерейна фабрика «Франсуа-Турньє» була заснована в Мінську в 1908 році двома братами на ім'я Жан і Франсуа-Віктор Турньє-Коллет. Дозвіл на відкриття фабрики було отримано від Мінського губернського правління 8 листопада. Фабрика виробляла целулоїдні жіночі гребінці, чоловічі гребінці, ґудзики та інші вироби.
Підприємство братів було електрифіковано: на фабриці стояла динамо-машина у 25 кінських сил, яка виробляла електричний струм для освітлення.
У 1911 році фабрика перейшла в руки товариства «Франсуа Турньє», до складу якого на той час вже входили місцеві підприємці — купець Соломон Блімович і інженери Шмерлінг і Мойсей Калецький.
У 1913 році на підприємстві працював двигун потужністю в 60 кінських сил, і було залучено близько 200 робітників, в тому числі 18 французьких майстрів-граверів. Фабрика «Франсуа Турньє» справила 23 тисячі жіночих гребенів на загальну суму 254, 2 тисяч рублів. Справи йшли успішно: Блімович і Калецький стали одними з найбагатших підприємців того часу.
Напередодні Першої світової війни в 1915 році фабрику евакуювали разом з обладнанням і персоналом. У 1917 році цехи фабрики були повністю зруйновані, а сама фабрика після революції — націоналізована.

### 1926-1928 рр. Артіль «Спартак»
У 1925 році ініціативна група з-поміж колишніх працівників фабрики «Франсуа Турне» подала заяву в «Белкустпромсоюз» про організацію артілі з виробництва продукції з пластмаси.
Потрібний дозвіл було отримано, і в 1925 році артіль «Спартак» почала свою діяльність в Мінську. Офіційно Статут промислово-кооперативної артілі був прийнятий тільки в 1927 році.
В артілі виготовлялись жіночі гребені, гребінці, ґудзики та інші дрібні побутові товари.

### Підприємство «Білоруска»
Після націоналізації артіль «Спартак» була включена до складу державної галантерейної фабрики «Білоруска». Нова фабрика почала працювати 1 березня 1929 року в Мінську. Директором був призначений Ф. С. Диканов, який раніше обіймав посаду Голови Центрального Правління Союзу текстильників республіки.
Фабрика «Білоруска» складалася з двох корпусів: перший виготовляв ґудзики, другий - гребені.

### Фабрика імені М. В. Фрунзе
З нагоди 15-ї річниці Жовтневої революції, фабриці в листопаді 1932 року було присвоєно ім'я полководця громадянської війни М. В. Фрунзе.
Спеціалізація підприємства залишилася колишньою: «Гребені 1573800 шт., Волосодержателі 3400 шт., Ґудзики 130879 сот, і інші галантерейні вироби».
Фабрика пропрацювала до початку Німецько-радянської війни: після нальоту німецької авіації на Мінськ 23 червня 1941 всі основні цехи підприємства були знищені.
У 1945 році були розпочаті роботи по відновленню фабрики в напівзруйнованих приміщеннях колишнього дріжджового заводу. Після того, як виробництво було запущено, асортимент фабрики розширився: з 1950 року комбінат став випускати сумки зі шкірозамінника, прогумовані жіночі плащі, дитячі накидки.
У 1960 році за рішенням ради міністрів БРСР фабрика імені М. В. Фрунзе стала спеціалізуватися у виробництві швейної галантереї і фурнітури (пряжки, ґудзики) і чоловічих картатих сорочок, а з 1961 року приступила до освоєння корсетних виробів (грації і напівграції). Спочатку при розробці предметів жіночого туалету і швейних галантерейних виробів використовувалася інформація (зразки закордонних фірм) з Торгово-промислової палати Міністерства торгівлі БССР.
У 1964 році на підприємстві відбулася повна зміна асортименту: фабрика повністю перейшла на пошиття предметів жіночого туалету. Конструктори експериментального цеху самостійно стали розробляти всі моделі предметів жіночого туалету, і в якості перших моделей, часом, виступали самі. Вироби фабрики стали користуватися на ринку великим попитом.

### 1969-1991 рр. МПШО «Комсомолка»
11 вересня 1969 року згідно з наказом міністерства легкої промисловості фабрика була перейменована в мінське виробниче швейне об'єднання «Комсомолка». Підприємство випускало бюстгальтери, пояси, напівкорсети, грації з шовкових, бавовняних тканин і еластичних полотен, вироби для новонароджених і дітей ясельного та шкільного віку, краватки.
У листопаді 1970 року був введений в експлуатацію новий виробничий корпус по вулиці Нововіленская, 28. Нині в ньому розміщені виробничі цехи, а також головний офіс компанії «Мілавіца».

### з 1991 р. - ЗАТ «Мілавіца»
У 1991 році на базі Мінського виробничого об'єднання «Комсомолка» були створені два самостійних підприємства з правом юридичної особи: Мінська швейна фірма «Мілавіца» і Молодечненського швейна фабрика «Комсомолка». У 1992 році фірма «Мілавіца» отримала статус акціонерного товариства без участі частки держави. Контрольний пакет акцій належить колективу підприємства.
У 1996 році МШФ «Мілавіца», згідно з рішенням зборів акціонерів і на підставі рішення «Мінміськвиконкому», була перейменована в Закрите акціонерне товариство «Мілавіца».

## Походження назви
У 1991 році співробітники компанії звернулися до Спілки письменників Білорусі з проханням допомогти придумати нову назву для компанії. Письменником Володимиром Павловим було запропоновано назву «Мілавіца».
Стародавні слов'яни словом «Мілавіца» називали планету Венеру, а однойменна богиня вважається символом любові і уособленням жіночої краси.

## Продукція
Під брендом Milavitsa випускаються наступні види продукції:
- жіноча спідня білизна
- купальники
- трикотажні вироби
- чоловіча спідня білизна

## Роздрібна мережа
Фірмові магазини компанії відкриті в 19 країнах світу: в Росії діє понад 300 магазинів, в Україні - 80, в інших країнах СНД і на території Євросоюзу - понад 120. Що стосується Білорусі, то там працює 51 фірмовий магазин, 15 з яких розташовані в Мінську.

## Спонсорство
У 2010 році компанія «Мілавіца» стала генеральною партнеркою жіночої національної команди Білорусі з баскетболу .